# Ihlienworth
Ihlienworth község Németországban, Alsó-Szászországban, a Cuxhaveni járásban. Lakosainak száma 1503 fő (2023. december 31.).